# Johan Ulveson
Karl Johan Magnus Ulveson, född 30 maj 1954 i Brännkyrka församling i Stockholm, är en svensk skådespelare och komiker. Han är bland annat känd som medlem av Lorrygänget och för sin medverkan i TV-serien c/o Segemyhr.

## Biografi
Johan Ulveson är utbildad vid Teaterhögskolan i Malmö, där han gick i samma klass som bland andra Lotta Ramel och Lars Göran Persson.  Ulveson började sin karriär på Norrbottensteatern i Luleå. Sitt genombrott fick han i Boulevardteaterns uppsättning av Revisorn. 1990 tilldelades han Svenska Dagbladets Poppepris för sin insats som den utvecklingsstörde Ellard i komedin Kom igen, Charlie, även den på Boulevardteatern.
Redan 1986 medverkade Ulveson i Povel Ramels TV-serie Affären Ramel; 1989 fick han vara med i Ramels och Hans Alfredsons gemensamma revy, Tingel Tangel på Tyrol. Samarbetet med Povel Ramel fortsatte 1992 då Ulveson gjorde succé i revyn Knäpp Igen! på Cirkus i Stockholm. Han har sedan dess medverkat i en mängd uppsättningar på olika teaterscener, bl.a. Dramaten, Oscars, Vasan och Stockholms stadsteater.
För den breda publiken är han känd genom många film- och TV-produktioner, bland annat julkalendern Ture Sventon, privatdetektiv, "Harry Lund" lägger näsan i blöt!,  Parlamentet, Kaspar i Nudådalen, Bert - Den siste oskulden, Björnes magasin och c/o Segemyhr. Sedan slutet av 1980-talet är Ulveson en av medlemmarna i humorkollektivet Lorrygänget. Hösten 2008 medverkade han i revyn Uggla Rheborg Ulveson som spelades på Cirkus i Stockholm. Han medverkade i kabarén Improvisation på slottet på Dramaten 2017.
Sommaren 2010 medverkade Ulveson i Gröna hissen på Fredriksdalsteatern i Helsingborg med bland andra Eva Rydberg.
Inför Guldbaggegalan 2024 nominerades Ulveson till en guldbagge i kategorin Bästa manliga biroll för sin insats i Ett sista race.
Johan Ulveson har två barn, varav sonen Max Ulveson, född 1992, gått i sin fars fotspår och satsat på en karriär som skådespelare.

## Priser och utmärkelser
- Dagens Nyheters kulturpris (2022)[7]
- Medaljen Litteris et Artibus av 8:e storleken i guld (GMleta, 2020) för framstående konstnärliga insatser som skådespelare[8]
- Karamelodiktstipendiet (2009)[9]

## Filmografi (i urval)
- 1986 – Affären Ramel (TV-serie)
- 1986 – I lagens namn
- 1988 – Strul
- 1989–1995 – Lorry (TV-serie)
- 1989 – T. Sventon praktiserande privatdetektiv (TV-serie) (julkalender)
- 1989 – 1939
- 1989 – Änglahund – röst åt Killer
- 1991 – "Harry Lund" lägger näsan i blöt!
- 1991 – Joker
- 1991 – Resan till Amerika – Fievel i vilda västern – röst åt Katt A. Strof
- 1991 – T. Sventon och fallet Isabella
- 1992 – Sprickan
- 1993 – Drömkåken
- 1993 – Tomtemaskinen (TV-serie) (julkalender)
- 1994 – Bert (TV-serie) – Berts pappa
- 1994 – Planeten Pi (TV-serie)
- 1994 – Yrrol
- 1995 – Bert – den siste oskulden – Berts pappa
- 1995 – Jul i Kapernaum (TV-serie) (julkalender)
- 1997 – Persons parfymeri (TV-serie)
- 1997 – Ogifta par – en film som skiljer sig
- 1997 – Rika barn leka bäst
- 1997 – Herkules – röst åt Skrik och Panik
- 1998–2003 – C/o Segemyhr (TV-serie)
- 1999 – Asterix och Obelix möter Caesar – röst åt Detritus
- 1999 – Trettondagsafton
- 2000 – Hundhotellet – En mystisk historia – röst åt en kypare
- 2000 – Jönssonligan spelar högt
- 2000 – Livet är en schlager
- 2001 – Kaspar i Nudådalen (TV-serie) (julkalender)
- 2002 – Heja Björn (TV-serie) – gästroll
- 2003 – Män emellan (TV-serie)
- 2004 – Det levande slottet – röst åt Calcifer
- 2005 – Loranga, Masarin och Dartanjang – röst åt "Arga Gubben"
- 2006 – Ice Age 2 – röst åt Snabbe Tony
- 2006 – LasseMajas detektivbyrå (TV-serie) (julkalender)
- 2007 – En riktig jul (TV-serie) (julkalender)
- 2008 – Mamma Mu & Kråkan – röst åt Kråkan
- 2008 – Sjön suger (TV-serie)
- 2010 – Våra vänners liv (TV-serie) – Otto
- 2012 – Lycka till och ta hand om varandra
- 2011 – Pappas pengar (TV-serie)
- 2013 – Familjen Holstein-Gottorp (TV-serie)
- 2013 – Monsters University – röst åt Mike Wazowski
- 2014 – Parlamentet (TV-serie)
- 2015 – Solsidan (TV-serie)
- 2015 – I nöd eller lust
- 2015 – Livet i Mattelandet (TV-serie)
- 2015–2018 – Parlamentet (TV-serie)
- 2016 – Flykten till framtiden
- 2016 – Selmas saga (TV-serie) (julkalender) – Efraim von Trippelhatt
- 2017–2021 – Bonusfamiljen (TV-serie)
- 2018–2021 – Helt perfekt (TV-serie)
- 2018 – Det som göms i snö (TV-serie)
- 2018 – Lyrro. Ut- och invandrarna
- 2019 – En del av mitt hjärta
- 2019–2021 – Älska mig (TV-serie)
- 2021 – Suedi
- 2021 – Bamse och vulkanön – röst åt Skalman
- 2022 – Mamma Mu hittar hem – röst åt Kråkan
- 2022 – Länge leve bonusfamiljen
- 2022 – Äntligen! (TV-serie)
- 2023 – Ett sista race
- 2023 – Jana – Märkta för livet (TV-serie)
- 2024 – LOL: Skrattar bäst som skrattar sist (TV-serie)
- 2024 – Ronja Rövardotter (TV-serie)
- 2025 – Bamse och havets hemlighet
- 2025 – Nya Noa Nyman (TV-serie)

## Teater

### Roller (ej komplett)
| År   | Roll                            | Produktion                                                                | Regi                           | Teater                                              |
| ---- | ------------------------------- | ------------------------------------------------------------------------- | ------------------------------ | --------------------------------------------------- |
| 1980 |                                 | Så tuktas en argbigga (The Taming of the Shrew) William Shakespeare       | Katariina Lahti                | Norrbottensteatern                                  |
| 1983 |                                 | Du sköna nya paradis Katariina Lahti                                      | Katariina Lahti                | Norrbottensteatern                                  |
| 1983 | Missionären                     | Tiden börjar på nytt Torbjörn Säfve                                       | Jarl Lindblad                  | Norrbottensteatern                                  |
| 1984 | Baron Nikolaj Lvovitj Tuzenbach | Tre systrar (Три сeстры, Tri sestry) Anton Tjechov                        | Göran Nilsson                  | Norrbottensteatern                                  |
| 1984 | Medverkande                     | Ju mer vi är tillsammans, ju galnare vi bli, kabaré Rolf Börjlind         | Jarl Lindblad                  | Norrbottensteatern                                  |
| 1985 |                                 | På pottkanten (On purge bébé/Il reduce) Georges Feydeau/Ruzante           | Håkan Bjerking                 | Fågel Blå                                           |
| 1986 | Greven av Albafiorita           | Mirandolina (Die Wirtin) Peter Turrini                                    | Johan Huldt                    | Turteatern                                          |
| 1986 | Medverkande                     | Livet på en pinne, kabaré Lena Lagerqvist och Carsten Palmær              | Johan Huldt                    | Fria Proteatern Gästspel på Mosebacke Etablissement |
| 1987 |                                 | Miraklet (The Well of the Saints) John Millington Synge                   | Johan Huldt                    | Turteatern                                          |
| 1987 | Medverkande                     | Blasny, Blasny Michael Segerström och Johan Ulveson                       | Johan Sundberg Johnny Melville | Boulevardteatern                                    |
| 1988 | Ellard                          | Kom igen, Charlie (The Foreigner) Larry Shue                              | Peter Dalle                    | Boulevardteatern                                    |
| 1988 | Tommy                           | Motströmsleken Johan Sundelius                                            | Eva Bergman                    | Dramaten                                            |
| 1988 | Gilley                          | Jag är inte Rappaport (I'm Not Rappaport) Herb Gardner                    | Lars Amble                     | Dramaten                                            |
| 1989 | Medverkande                     | Tingel-tangel, revy Povel Ramel och Hans Alfredson                        | Mikael Ekman                   | Restaurang Tyrol                                    |
| 1990 | Chlestakov                      | Revisorn (Ревизо́р, Revizór) Nikolaj Gogol                                 | Ragnar Lyth                    | Boulevardteatern                                    |
| 1990 | Medverkande                     | Lorry, revy Peter Dalle                                                   | Kjell Sundvall                 | Restaurang Tyrol                                    |
| 1991 | Clownen                         | Sixten och Elvira Lars-Åke von Vultée och Jan Wirén                       | Hans Alfredson                 | Cirkus Olympia                                      |
| 1991 |                                 | Stålar (Loot) Joe Orton                                                   | Peter Dalle                    | Intiman                                             |
| 1994 | Jerry/Daphne                    | I hetaste laget (Sugar) Peter Stone, Jule Styne och Bob Merrill           | Bo Hermansson                  | Cirkus, Stockholm                                   |
| 1996 | Programledaren i TV             | Solskenspojkarna (The Sunshine Boys) Neil Simon                           | Hans Klinga                    | Intiman                                             |
| 1997 | Stig                            | Människor i solen Jonas Gardell                                           | Agneta Ehrensvärd              | Dramaten                                            |
| 1998 | Nathan Detroit                  | Guys and Dolls Frank Loesser, Joe Swerling och Abe Burrows                | Hans Marklund                  | Oscarsteatern                                       |
| 2002 | Medverkande                     | Lorry, revy Peter Dalle                                                   | Peter Dalle                    | Oscarsteatern                                       |
| 2004 | Elling                          | Elling Axel Hellstenius                                                   | Bo Hermansson                  | Vasateatern                                         |
| 2008 | Medverkande                     | UgglaRheborgUlveson, revy Hans Marklund                                   | Hans Marklund                  | Cirkus, Stockholm                                   |
| 2009 | Michel Houillé                  | Massakerguden (Le Dieu du carnage) Yasmina Reza                           | Staffan Roos                   | Dramaten                                            |
| 2009 | Mirko Czentovic                 | Schackspelaren (Schachnovelle) Stefan Zweig                               | Thor Tulinius                  | Riksteatern                                         |
| 2010 | Bosse Edstrand                  | Gröna hissen (Fair and Warmer) Avery Hopwood                              | Anders Albien                  | Fredriksdalsteatern                                 |
| 2010 | Henry Higgins                   | Pygmalion George Bernard Shaw                                             | Margareta Garpe                | Dramaten                                            |
| 2011 | Göran                           | Riktiga män (Certified Male) Scott Rankin och Glynn Nicholas              | Emma Bucht                     | Maximteatern                                        |
| 2012 | Reg                             | Treater (The Norman Conquests) Alan Ayckbourn                             | Emma Bucht                     | Intiman                                             |
| 2014 | Orgon                           | Tartuffe (Tartuffe, ou l'Imposteur) Molière                               | Tobias Theorell                | Göteborgs stadsteater                               |
| 2016 | Janne (Lebedev)                 | Ivanov (Иванов, Ivanov) Anton Tjechov                                     | Alexander Mørk-Eidem           | Dramaten                                            |
| 2017 | Doktorn Caleb                   | Molnens bröder Barbro Lindgren                                            | Lars Rudolfsson                | Dramaten                                            |
| 2017 | Medverkande                     | Improvisation på slottet Andreas T. Olsson                                | Andreas T. Olsson              | Dramaten                                            |
| 2017 | Körledare                       | Oidipus/Antigone (Οἰδίπους Τύραννος: Oidípous Týrannos/Ἀντιγόνη) Sofokles | Eirik Stubø                    | Dramaten                                            |
| 2018 | Gubben                          | Stolarna (Les Chaises) Eugène Ionesco                                     | Tobias Theorell                | Dramaten                                            |
| 2019 | Polonius                        | Hamlet William Shakespeare                                                | Sofia Jupither                 | Dramaten                                            |
| 2019 | Vladimir                        | I väntan på Godot (En attendant Godot) Samuel Beckett                     | Karl Dunér                     | Dramaten                                            |
| 2021 | Medverkande                     | Scalarevyn Henrik Dorsin                                                  | Michael Lindgren               | Scalateatern                                        |
| 2023 | Dmitrij Sjostakovitj            | Tidens larm (The Noise of Time) Julian Barnes                             | Tobias Theorell                | Folkoperan                                          |
| 2024 | Medverkande                     | Liv och död Strömquist Ada Berger och Liv Strömquist                      | Ada Berger                     | Dramaten                                            |